# 八面槽救世军中央堂

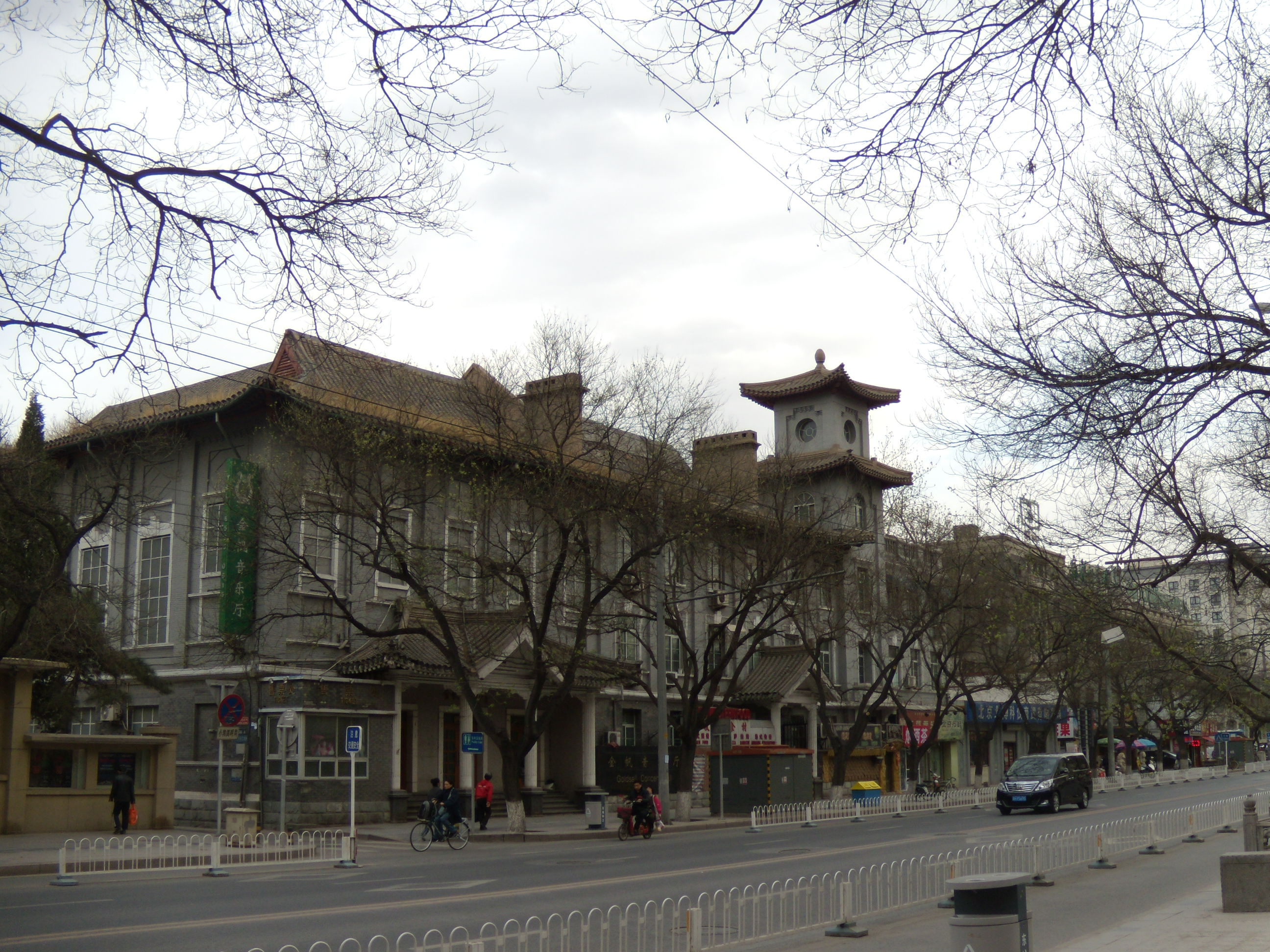
2013年的八面槽救世军中央堂

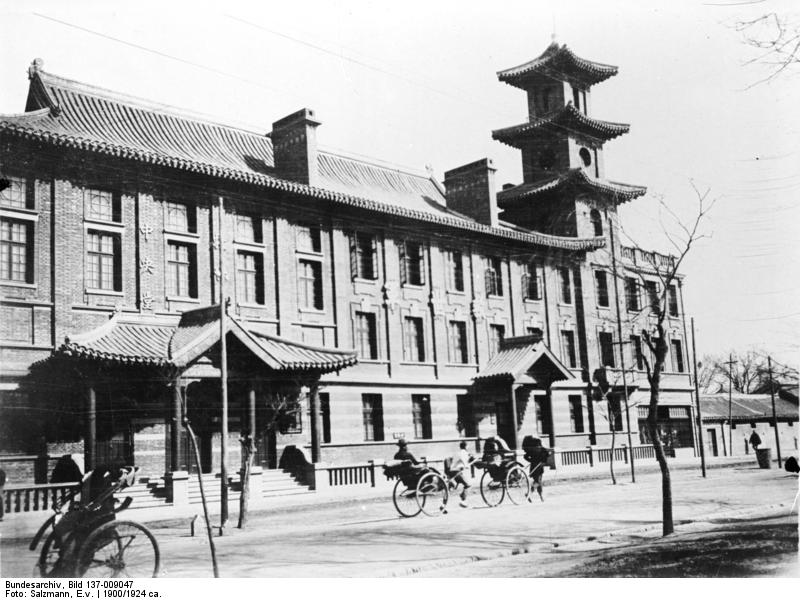
20世纪初的八面槽救世军中央堂

八面槽救世军中央堂是救世军在中国北京的中心教堂，位于八面槽（今北京市东城区王府井大街中段）。

## 简介
1916年，救世军传入中国，第一站选择在北京。1917年，他们在八面槽（今王府井大街71号）兴建了救世军中央堂，作为救世军华北总部。1922年2月14日举行落成典礼。虽然由外国工程师设计，但是其建筑采用了若干中国建筑的元素，包括上部的中国塔式钟楼、歇山屋顶及入口。
1950年代教堂被占用，改为东城区少年宫，1997年改建成金帆音乐厅。
2012年，“基督教救世军中央堂”被列为北京市东城区普查登记文物。